# 환원 효소
환원 효소(還元酵素, 영어: reductase)는 환원 반응을 촉매하는 효소이다.

## 종류
- 5α-환원 효소
- 5β-환원 효소
- 다이하이드로폴산 환원 효소
- HMG-CoA 환원 효소
- 메트헤모글로빈 환원 효소
- 리보뉴클레오타이드 환원 효소
- 티오레독신 환원 효소
- 대장균 나이트로환원 효소
- 메틸렌테트라하이드로폴산 환원 효소

## 같이 보기
- 산화 효소
- 산화 환원 효소